# James Scullin
James Scullin (ur. 18 września 1876 w Trawalla, Wiktoria, zm. 28 stycznia 1953 w Melbourne) – australijski polityk i dziennikarz, w latach 1929–1931 premier tego kraju.

## Życiorys

### Młodość
Był synem robotnika kolejowego irlandzkiego pochodzenia. Po ukończeniu szkoły podstawowej podjął pracę jako sprzedawca w sklepie spożywczym, równocześnie kontynuując edukację w trybie wieczorowym. Był również częstym gościem bibliotek i uczestnikiem kół dyskusyjnych. W 1903 przyłączył się do Australijskiej Partii Pracy (ALP). Wkrótce potem zajął się redagowaniem lokalnej partyjnej gazety.

### Kariera polityczna
Po raz pierwszy kandydował do parlamentu w 1906, ale przegrał ze startującym w tym samym okręgu jednomandatowym Alfredem Deakinem. Ponownie próbował swoich sił w 1910, w okręgu wyborczym Corangamite, tym razem z powodzeniem. Jako parlamentarzysta, dał się poznać jako dobry mówca i zdecydowany przeciwnik poboru wojskowego. W 1913 nie zdołał wywalczyć reelekcji i wrócił do pracy dziennikarskiej.
Wrócił do Izby Reprezentantów dzięki wyborom uzupełniającym w 1922. Sześć lat później wybrano go liderem ALP. W 1929 partia pod jego wodzą zwyciężyła w przedterminowych wyborach, a on sam został pierwszym w historii Australii premierem wyznania katolickiego. Jego rządy przypadły na czas Wielkiego Kryzysu, z którym, według większości historyków, nie poradził sobie. Nieudolne decyzje w polityce ekonomicznej oraz wewnątrzpartyjne rozgrywki i waśnie doprowadziły laburzystów do upokarzającej porażki w wyborach w 1931, po których liczba kontrolowanych przez nich mandatów w 75-osobowej Izbie spadła z 47 do 14. Za sukces można Scullinowi poczytywać doprowadzenie do nominacji Isaaca Isaacsa – pierwszego Australijczyka, któremu monarcha brytyjski powierzył funkcję gubernatora generalnego własnego kraju.
Po nieudanej próbie odzyskania władzy w 1934, Scullin zrezygnował z przewodzenia partii, jednak zachował mandat parlamentarny i był cenionym doradcą następnych lewicowych premierów, Johna Curtina i Bena Chifleya. Wycofał się z czynnego życia politycznego w 1949, w wieku 72 lat. Zmarł cztery lata później.